# Stigmacros
Stigmacros – rodzaj mrówek z podrodziny Formicinae. Obejmuje 48 opisanych gatunków.

## Gatunki
- Stigmacros aciculata McAreavey, 1957
- Stigmacros acuta McAreavey, 1957
- Stigmacros aemula Forel, 1907
- Stigmacros anthracina McAreavey, 1957
- Stigmacros armstrongi McAreavey, 1957
- Stigmacros australis Forel, 1902
- Stigmacros barretti Santschi, 1928
- Stigmacros bosii Forel, 1902
- Stigmacros brachytera McAreavey, 1957
- Stigmacros brevispina McAreavey, 1957
- Stigmacros brooksi McAreavey, 1957
- Stigmacros castanea McAreavey, 1957
- Stigmacros clarki McAreavey, 1957
- Stigmacros clivispina Forel, 1902
- Stigmacros debilis Bolton, 1995
- Stigmacros elegans McAreavey, 1949
- Stigmacros epinotalis McAreavey, 1957
- Stigmacros extreminigra McAreavey, 1957
- Stigmacros ferruginea McAreavey, 1957
- Stigmacros flava McAreavey, 1957
- Stigmacros flavinodis Clark, 1938
- Stigmacros fossulata Viehmeyer, 1925
- Stigmacros froggatti Forel, 1902
- Stigmacros glauerti McAreavey, 1957
- Stigmacros hirsuta McAreavey, 1957
- Stigmacros impressa McAreavey, 1957
- Stigmacros inermis McAreavey, 1957
- Stigmacros intacta Viehmeyer, 1925
- Stigmacros lanaris McAreavey, 1957
- Stigmacros major McAreavey, 1957
- Stigmacros marginata McAreavey, 1957
- Stigmacros medioreticulata Viehmeyer, 1925
- Stigmacros minor McAreavey, 1957
- Stigmacros nitida McAreavey, 1957
- Stigmacros occidentalis Crawley, 1922
- Stigmacros pilosella Viehmeyer, 1925
- Stigmacros proxima McAreavey, 1957
- Stigmacros punctatissima McAreavey, 1957
- Stigmacros pusilla McAreavey, 1957
- Stigmacros rectangularis McAreavey, 1957
- Stigmacros reticulata Clark, 1930
- Stigmacros rufa McAreavey, 1957
- Stigmacros sordida McAreavey, 1957
- Stigmacros spinosa McAreavey, 1957
- Stigmacros stanleyi McAreavey, 1957
- Stigmacros striata McAreavey, 1957
- Stigmacros termitoxena Wheeler, 1936
- Stigmacros wilsoni McAreavey, 1957